# Университетский бульвар (Самарканд)
Университетский Бульвар — (прежние названия — Абрамовский Бульвар, Бульвар имени Горького; узб. Universitet xiyoboni) — одна из центральных улиц Самарканда.

Главный корпус Самаркандского государственного института иностранных языков

Памятник Амиру Тимуру

## Расположение
Университетский бульвар находится в центральной части Самарканда. В середине Университетского бульвара расположена аллея из высоких деревьев, благодаря этой аллее улица разделена на две части. Бульвар пересекается со следующими улицами: Регистанская, Бустонсарой, Шохрух Мирзо, Мустакиллик, Бахтиёра Хамидова, Абдурахмона Джами, Орзу Махмудова, Нурабад и улицей Усмана Юсупова.

Гостиница «Самарканд»

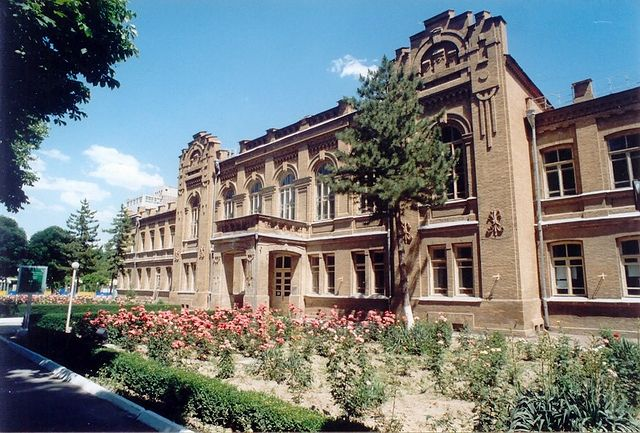
Здание факультета биологии СамГУ и зоологического музея

## История
Территория бульвара и сам бульвар заложены в конце 19 века. Туркестанский генерал-губернатор Константин Петрович Кауфман в 1870 году утвердил план нового — Русского Самарканда. В 1871 году при губернаторе Самарканда — Александре Константиновиче Абрамове закладывается «Абрамовский бульвар», обсаженный многочисленными деревьями, разделяющий старый и новый город.
Главный центральный бульвар имел ширину 60 саженей (128 метров), длину 490 саженей (1044 м), имел 3 аллеи, обсаженные кленами, тополями, карагачами, акациями и айлантусами, и пересекался двумя проездами.
Бульвар задумывался как центральное место для отдыха горожан.
Озеленением Абрамовского бульвара занимался военный инженер, топограф и ирригатор Александр Николаевич Черневский, саженцы деревьев и кустарников выращивались в располагавшемся в конце западной части бульвара доме биолога, чиновника для  особых поручений при военном губернаторе Михаила Ивановича Невесского.
После закладки бульвара появились первые здания европейского типа в Самарканде. После закладки бульвара, город начал расти и с западной стороны бульвара появилось исторический новый Самарканд. Благодаря этим историческим зданиям европейского и готического стиля, бульвар стал одним из самых красивых в городе. Улица богата историческими событиями времен Российской Империи и советских времен. До обретения независимости Узбекистана, бульвар назывался «Абрамовской».

## Здания и сооружения

### Исторические здания и памятники
- Резиденция и дом губернатора Самарканда - 1888 год
- Здание Русско-Китайского Банка - 1896 год
- Женская Гимназия - 1904 год

### Современные здания и заведения
- Памятник Амиру Тимуру
- Администрация города Самарканда
- Гостиница «Mövenpick»
- Отель «Continental »
- Отель «Grand Plaza Hotel Samarkand»
- Центральный парк имени Алишера Навои
- Самаркандский государственный институт иностранных языков
- Многочисленные здания и факультеты Самаркандского Государственного Университета:
  - Бывшее здание главного корпуса СамГУ
  - Главный корпус СамГУ
  - Ректорат СамГУ
  - Здание Экономического факультета СамГУ
  - Здание Биологического факультета СамГУ
  - Здание Физико-химического факультета СамГУ
- Академический лицей при СамГУ
- Средняя школа №8
- Самаркандская государственная городская библиотека имени Аль-Бируни
- Ректорат Международного университета туризма "Шёлковый путь"
- Самаркандский опытной завод
- Кафе «Шабода»
- Клуб «Манон»
- магазины, кафе
- жилые дома

## Транспорт
Наземный общественный транспорт курсирует по Университетскому бульвару. По нему курсируют такси, автобусы и маршрутное такси. До начала 1995-х годов по бульвару курсировали троллейбусы.

## Ссылки

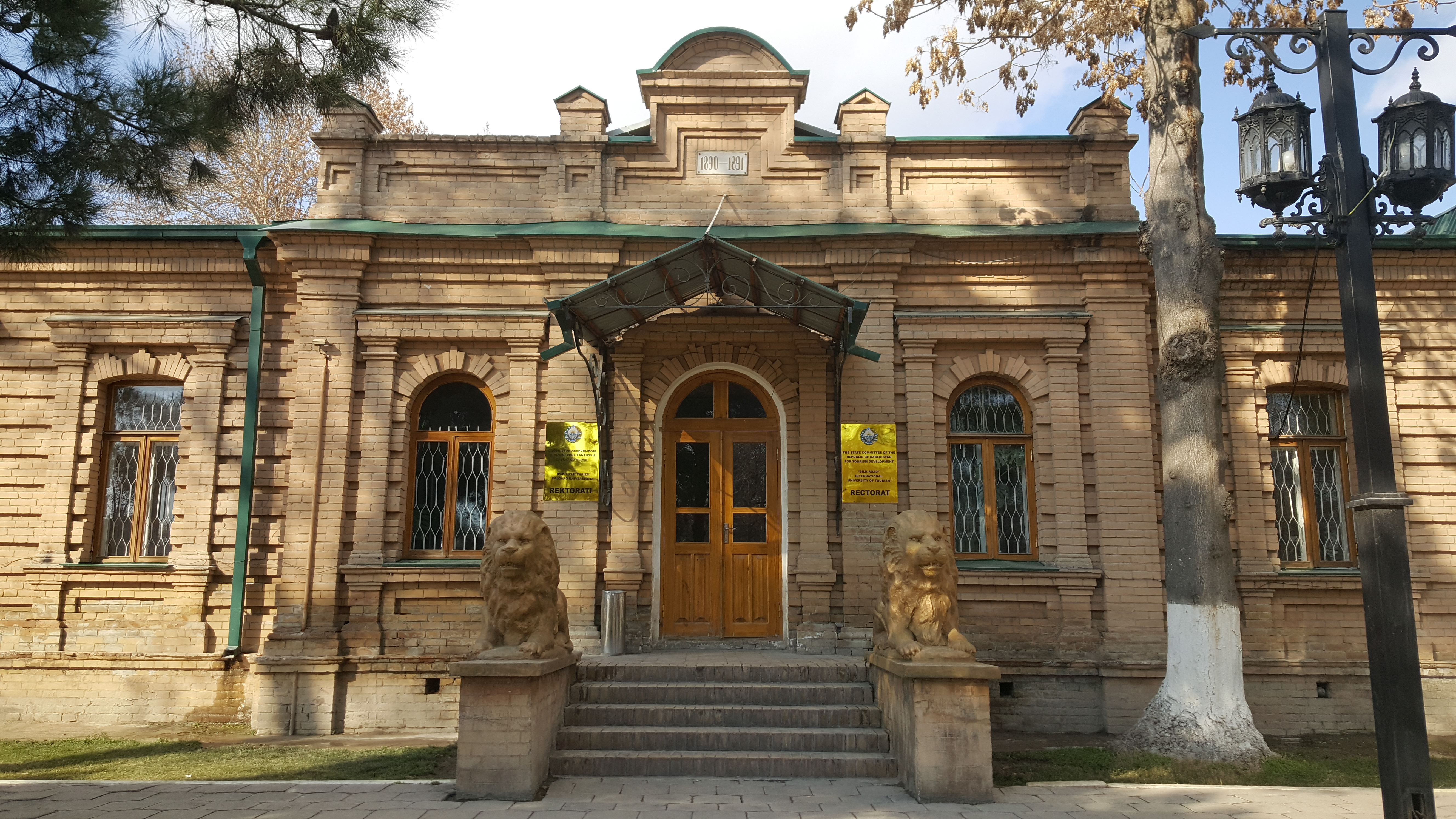
Ректорат Международного университета туризма "Шёлковый путь"